# Ilhas Gilbert e Ellice
As Ilhas Gilbert e Ellice foram um protetorado britânico de 1892 e colônia a partir de 1916 até 1 de janeiro de 1976 quando as ilhas foram divididas em duas colônias diferentes que se tornaram nações independentes pouco após. As Ilhas Gilbert tem sido a parte principal da nação de Quiribáti desde 1979, e as Ilhas Ellice se tornaram Tuvalu em 1978.